# Saúva-limão
Atta sexdens é uma espécie de formiga.
Também é conhecida pelos nomes de formiga-mandioca, saúva-limão ou até de uma forma menos formal Formiga-cabeçuda. Ela é considerada uma praga por agricultores e fazendeiros por causar danos significativos a plantações de soja, mandioca, cana-de-açúcar, café e de eucalipto. A formiga rainha trás um fragmento de fungo de sua colônia natal, e ela cultiva esse fungo que serve de alimento para a espécie, e algumas plantas e folhas de plantas possuem substancias toxicas para esse fungo, sendo essas a folha da mamona, a fava branca e a virola sebifera, em alguns casos o gergelim também pode ser tóxico para o fungo

## Características e divisão das operárias e dos Soldados

### Características
As operárias possuem uma espécie de espinhos no dorso, cuja função ainda não foi certamente determinada, mas são importantes para a diferenciação dela com outras espécies como as quenquéns e outras formigas cortadeiras. Sua força para carregar coisas com até 15 vezes o sue peso, vem de sua mandíbula que é muito marcante e está conectada na sua cabeça que está preenchida por músculos que a permitem ela cortar e carregar folhas, sementes, partes de outros insetos e terra para a escavação de túneis. A cor de seu corpo vem desde cedo, e é a vermelha, o que deixa a espécie mais chamativa ainda. As operarias variam de tamanho tendo de 12 mm a 15 mm, as soldados tem de 15 mm a 17 mm.